# William Collier (attore 1866)
William Morenus, noto anche con lo pseudonimo di William Collier senior (New York, 1866 – New York, 1944), è stato un attore e commediografo statunitense.

## Biografia
Figlio d'arte, William Collier Sr. ottenne popolarità e consensi prevalentemente come raffinato interprete di commedie brillanti, ma riscosse anche pregevoli riconoscimenti per le caratterizzazioni shakespeariane (particolarmente per La bisbetica domata (The Taming of the Shrew).
Come scrittore si dedicò al dramma storico, come ne Il patriota (The patriot, 1908), anche se i suoi migliori risultati furono le commedie di puro divertimento e di costume, come ad esempio Voglio essere impiccato se lo faccio (I'll Be Hanged If I Do, 1909), Ascolta il mio consiglio (Take My Advice, 1910), di cui curò egli stesso l'allestimento scenico.
Suo figlio adottivo, William Collier Jr., divenne anche lui attore, dedicandosi prevalentemente al cinema e arrivando anche a ruoli di protagonista, come ne Il figliol prodigo (The Wanderer, 1926).

## Filmografia parziale
- Up the River, regia di John Ford (1930)
- After Tomorrow, regia di Frank Borzage (1932)
- Caino e Adele (Cain and Mabel), regia di Lloyd Bacon (1936)
- Valiant Is the Word for Carrie, regia di Wesley Ruggles (1936)
- Josette, regia di Allan Dwan (1938)
- I'm from Missouri, regia di Theodore Reed (1939)

## Opere
- Il patriota (The patriot, 1908);
- Voglio essere impiccato se lo faccio (I'll Be Hanged If I Do, 1909);
- Ascolta il mio consiglio (Take My Advice, 1910).